# 行星組曲
《行星》（英語：The Planets），英国作曲家古斯塔夫·霍尔斯特第32號作品，是一齣管弦乐组曲，创作于1914年到1917年之间，全曲由7个乐章组成，分别以太阳系中的7个行星命名。

## 背景

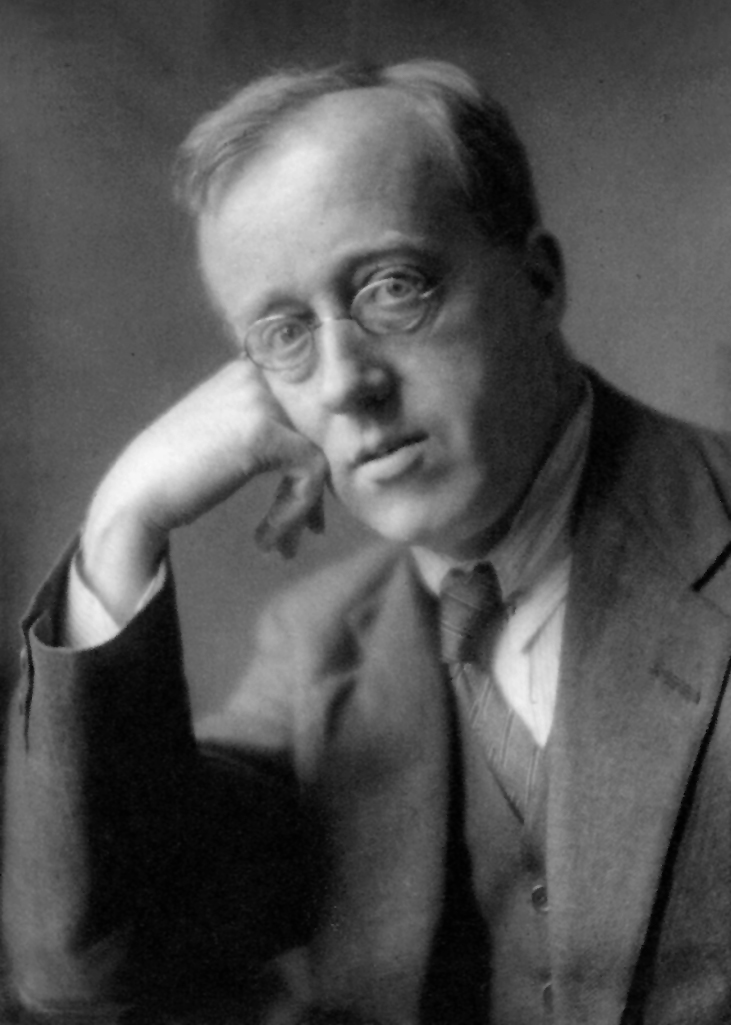
霍尔斯特，約於1921年

《行星》於1914年至1917年之間創作，更早的創作源起則是在1913年的3月至4月間，霍尔斯特和友人巴富爾·加德納，以及作曲家巴克斯昆仲在西班牙馬略卡島度假，假期期間關於占星學的討論，引起了霍尔斯特的興趣。結束假期之後，霍尔斯特開始保持對這一領域的關注。
據伊莫珍·霍爾斯特言，父親對於寫作大篇幅的管弦樂作品一直感到困難，然而對於結構較為自由的組曲作品，他則覺得可以一試。另一方面，傳記作者邁可·肖特（Michael Short）與音樂學者理查·格林（Richard Greene）則是一致認為，霍爾斯特可能是受到阿诺德·勋伯格的五首管弦樂小品影響。這組作品曾經二度在倫敦演出（1912年、1914年），霍爾斯特不但曾是演出現場聽眾，也擁有勋伯格作品的總譜。
霍爾斯特自述，《行星》是一系列的「心情圖片，彼此襯托而鮮有對比」。肖特認為，霍爾斯特筆下的行星個性，可能受到艾伦·里奥的影響，他在寫作《行星》期間，也在閱讀他的著作。〈水星〉、〈海王星〉等二樂章的標題，也是援引里奥作品而來。不過，霍爾斯特顯然注入了自己的想法，以做為變體。例如他沒有提到太陽、月亮等在占星上同樣重要的影響因子，說明他更多仍是在考慮音樂上的完整表達。
在早期的草稿中，霍爾斯特將水星標記為第一樂章。格林認為，這顯示作曲家曾考慮以行星實際的排序（距離太陽的遠近）來做為樂章的號序，不過，「以更加令人不安的火星做為開篇，更有戲劇張力。」
創作期間，霍爾斯特在聖保羅女子學校和莫利學院的工作相當吃重，導致作曲的時程一再遲延。伊莫珍回憶，父親只有週末假期才能從事寫作，否則《行星》可以更快完成。同時，右臂的慢性神經炎也限制了他的書寫，在助手瓦利·拉斯克（Vally Lasker）、諾拉·戴伊（Nora Day）的協助下，才完成了198頁之多的總譜。
第一樂章〈火星〉大約在1914年年中完成，之後則是〈金星〉和〈木星〉（1914年下半）、〈土星〉和〈天王星〉（1915年年中）、〈海王星〉（1915年下半）、〈水星〉（1916年），整體的配器工作在1917年告終。

### 首演
首次私下演奏在1918年9月29日的女王音樂廳进行，由好友鮑爾弗·加德納（Balfour Gardiner）贊助，指挥者为阿德里安·鲍尔特。之後曾進行幾次個別樂章的演出，例如霍爾斯特自己就在1919年11月22日指揮了部分樂章的公開演出（省略了「維納斯」和「海王星」樂章）。第一次公开演出完整版的《行星组曲》，则是在1920年11月15日，由阿尔伯特·科茨指挥。霍尔斯特本人于1922年10月27日为伦敦交响乐团录下了《行星》的第一张唱片。

## 分析

### 配器
这部管弦乐使用的乐队阵容十分庞大，甚至加入了当时仍未普及的新乐器，包括低音长笛（等同现在的G调中音长笛）、低音双簧管（比双簧管低一个八度）及较常在管樂團使用的上低音号。同时也使用了管风琴和两组女声三部合唱团。佛漢·威廉斯道：「霍爾斯特的大編制並非取寵，他需要豐富的音色變化，而他也明瞭如何達到這樣的效果。」
| 木管乐器 2 短笛（第三、第四长笛兼任） 4 长笛 G調中音長笛（第四长笛兼任） 3 双簧管 英国管 低音双簧管（第三双簧管兼任） 3 单簧管（B♭调及A调） 低音单簧管（B♭调） 3 低音管 倍低音管 铜管乐器 6 法國號 4 小号 3 长号 上低音号 低音號 | 打击乐器 6 定音鼓（2位演奏者） 大鼓 小鼓 鈸 三角铁 锣 鈴鼓 钟琴 木琴 管鐘 鍵盤樂器 鋼片琴 管風琴 | 弦樂器 第一、第二小提琴 中提琴 大提琴 低音提琴（需要到低音C） 2 豎琴 聲樂 2女声三部合唱團（只在最后一个乐章出现） |

### 内容
全曲的七个乐章都有属于自己的标题，这些标题也与乐曲的主题相关：
1. 火星——战争使者（征伐之星）（Mars - The Bringer of War）：霍爾斯特是在1914年8月第一次世界大戰爆發前夕完成這一樂章的。因此有人認為，這段音樂是對當時迫在眉睫的戰爭的預言。以紧张的
拍弦乐开头，为了营造一种咄咄逼人的气氛，乐队使用一种不常见的演奏技术：用打击乐及弦乐器的弓杆击弦（col legno）。這種蠻橫、激昂的漸強節奏型，暗示出軍隊在行進，給人以一種咄咄逼人的緊迫感。[22]。主旋律混乱而又充满压迫感，第二主题则由上低音號和小號對答而组成[23]
2. 金星——和平使者（和平之星）（Venus - The Bringer of Peace）：與上一樂章兇殘的戰爭音樂形成了鮮明的對比，這一樂章顯得格外寧靜安謐。它使人想起了一個沒有電閃雷鳴、遠離戰爭喧囂的世外桃源，到處呈現出一派和平安樂的景象。平和的开头，采用了柔和的木管乐器。以独奏号声起头，接着是长笛和单簧管的有序加入，小提琴、竖琴和钢片琴的运用也使得乐曲的主题更加趋于平缓，而長笛和法國號的延音表達蟬鳴，豎琴表現溪水，鋼琴和鋼片琴表現清泉，小提琴表現情歌。
3. 水星——飞行使者（乘翼信使）（Mercury - The Winged Messenger）：傳說中水星是帶有翅膀的信使的象徵，也是竊賊的保護神。因而，這一樂章的音樂機敏靈活，欢快的急板谐谑曲，也是全曲最短的乐章。同时使用了两件键盘乐器，该章的两个主旋律由6个同样的小片段组成，第一主題輕捷而又俏皮，表示信使忙碌地走家串戶，為人類帶來福音；第二主題帶民歌風格，表現人類歡迎信使的情景。如果将第一旋律分解为强-弱-弱-强-弱-弱，则第二旋律就为强-弱-强-弱-强-弱。
4. 木星——欢乐使者（欢愉之星）（Jupiter - The Bringer of Jollity）：全曲中最恢宏的部分，它體現了宇宙的遼闊與未知的神秘。该乐章也经常被独立拿出来演奏。全乐章内容多变而雄伟，有些部分十分相近，因此可以根据不同的方式将其分为数个篇章。大致上来说可以分为相近的一、三部分和它们之间气势恢宏的第二部分，第一、三部分可以进一步区分出若干小节，乐章的最后使用了定音鼓。
5. 土星——老年使者（耄耋之星）（Saturn - The Bringer of Old Age）：土星也常被单独演奏，开头使用长笛、大管、竖琴营造出两个相互交替的节奏，暗示老年人的步伐。[24]
6. 天王星——魔术使者（梦幻之星）（Uranus - The Magician）：全曲可分为4个片段，首先是辉煌的巴松管作为开始，然后则又转而低迷起来。整个乐章中不断变换着乐器，风格也在激昂和和缓之间转换，以达到扑朔迷离的魔幻效果。[25]
7. 海王星——神秘使者（没有一定的形式特征）（Neptune - The Mystic）：宁静而和缓，充满朦胧感。乐章最后有悠扬而飘渺的女声合唱，尤其總譜上註明：“合唱隊應置於舞台邊鄰近的房間內，房門要開著，直到全曲的最後一小節，這時門要輕輕地、靜靜地關上。合唱隊。以及可能需要的人和一些副指揮，都要用屏幕與聽眾隔開。”，但在实际演奏时这部分合唱也常常被省略。

## 錄音節選
迄今《行星》的錄音版本，計有80張以上。霍爾斯特本人曾經二度指揮倫敦交響樂團錄音，他的速度較其他指揮更快，這可能純粹是出於錄音載體的需求。以下的簡表可以一窺不同詮釋的時差：
| 指揮   | 霍爾斯特     | 霍爾斯特     | 斯托科夫斯基 | 鲍尔特      | 萨金特      | 卡拉扬         | 史坦伯格       | 馬克拉斯           | 加德纳       | 拉特尔       | 尤洛夫斯基   |
| ------ | ------------ | ------------ | ------------ | ----------- | ----------- | -------------- | -------------- | ------------------ | ------------ | ------------ | ------------ |
| 樂團   | 伦敦交响乐团 | 伦敦交响乐团 | NBC交响乐团  | BBC交響樂團 | BBC交響樂團 | 维也纳爱乐乐团 | 波士顿交响乐团 | 皇家利物浦愛樂樂團 | 愛樂管弦樂團 | 柏林爱乐乐团 | 伦敦爱乐乐团 |
| 發行   | 1922–3年     | 1926年       | 1943年       | 1945年      | 1957年      | 1961年         | 1971年         | 1988年             | 1997年       | 2006年       | 2010年       |
| 火星   | 6分13秒      | 6分12秒      | 6分52秒      | 6分58秒     | 6分56秒     | 7分2秒         | 6分37秒        | 7分1秒             | 8分3秒       | 7分25秒      | 6分31秒      |
| 金星   | 8分4秒       | 7分19秒      | 8分45秒      | 7分52秒     | 9分11秒     | 8分21秒        | 7分25秒        | 8分5秒             | 7分37秒      | 8分59秒      | 6分52秒      |
| 水星   | 3分36秒      | 3分33秒      | 3分36秒      | 3分40秒     | 3分33秒     | 3分59秒        | 3分59秒        | 3分56秒            | 3分51秒      | 4分2秒       | 3分46秒      |
| 木星   | 7分4秒       | 7分2秒       | 7分5秒       | 7分50秒     | 7分45秒     | 7分38秒        | 8分1秒         | 7分36秒            | 7分17秒      | 8分2秒       | 7分6秒       |
| 土星   | 7分          | 6分58秒      | 9分5秒       | 8分9秒      | 9分35秒     | 8分33秒        | 7分45秒        | 9分20秒            | 9分13秒      | 9分35秒      | 7分24秒      |
| 天王星 | 6分6秒       | 5分57秒      | 5分41秒      | 5分41秒     | 6分1秒      | 5分47秒        | 5分24秒        | 6分10秒            | 5分34秒      | 6分4秒       | 5分38秒      |
| 海王星 | 5分31秒      | 5分35秒      | 9分50秒      | 6分23秒     | 7分12秒     | 7分38秒        | 6分47秒        | 6分59秒            | 8分11秒      | 7分2秒       | 5分49秒      |
| 總計   | 43分34秒     | 42分36秒     | 52分34秒     | 46分33秒    | 50分11秒    | 48分58秒       | 45分58秒       | 49分07秒           | 49分46秒     | 51分09秒     | 43分04秒     |

資料來源：拿索斯音樂圖書館
值得一提的是，作曲家之女甚為青睞卡拉揚1961年錄音，稱是她所聽過本曲最好的詮釋。

## 影响
- 行星组曲中的乐章常作为电影、游戏配乐，或者是影响配乐作者的创作。[29][30]
- 组曲中的一些乐章，尤其是《木星》常被填词演唱，例如英国民谣《我宣誓向祖国效忠》（I vow to thee, My country），后来英国歌手莎拉·布萊曼演唱改编该民谣的《Running》、平原绫香演唱吉元由美（日语：吉元由美）填詞的《Jupiter》、本田美奈子.演唱岩谷時子（日语：岩谷時子）填詞的《木星》等。
- 《木星》部分段落被JR東日本用作車站發車音樂之用，現時使用的車站例子有中央·總武緩行線幕張車站3號月台、中央本線甲府車站2號月台和兩毛線伊勢崎車站1、2號月台。
- 韩国文化广播公司《MBC Newsdesk》节目1981年至1988年使用的片头曲由日本富士新闻网的新闻片头曲前段及富田勳编配的《木星》开头部分拼接而成。
- 台灣中華電視公司晨間新聞節目《早安今天》，台灣電視公司直播政論節目《台灣眾意會》亦採用《木星》作為片頭音樂。
- 韓國SBS2022金土連續劇《AGAIN MY LIFE》作為其背景音樂之一。